# Tewara cranwellae
Tewara cranwellae is een straalvinnige vissensoort uit de familie van de zandduikers (Creediidae). De wetenschappelijke naam van de soort werd voor het eerst geldig gepubliceerd in 1933 door Griffin.